# كيرن
كِيرنٌ (بالأَلمانِيَّة: Kirn) هي مَدِينة أَلمانِيَّة في مِنطقة بَاد كرُويتسٌنَآخ التَّابعة لِمُحافظة كُوبلنز في وِلاَية رَآينٌ لَاند - بفَآلز في بجُمهُوريَّة أَلمَانيَا الاِتّحاديّة باِرتِفاع يصِل إِلى 190 مِتر فَوق مُستوى سطح اَلبحر، وبمِساحة تُقَدَّر بحوالَي 17 كم².

## المُدن التَّوأَم لِمدِينة كِيرنٌ
تجمُّع مدِينة كِيرنٌ عَلاقة توأمة مُدنٌ مَع المُدن التّالِية:
- فرنسا: مدِينة فُونتِينَ - لِي - دِيجُوٌ.
- فرنسا: مدِينة مَاغُونچ - سِيلڤَآنچ.[4]

## صُور

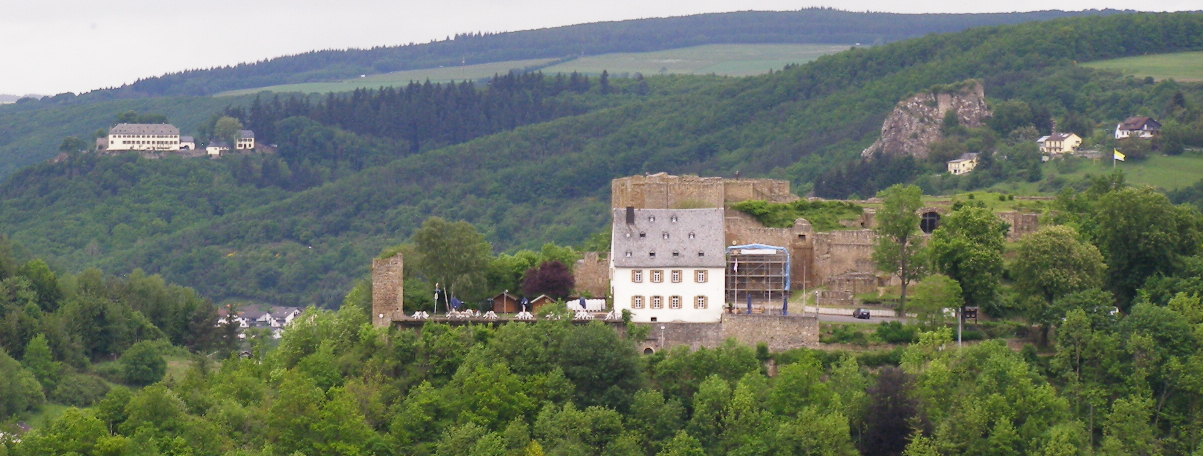
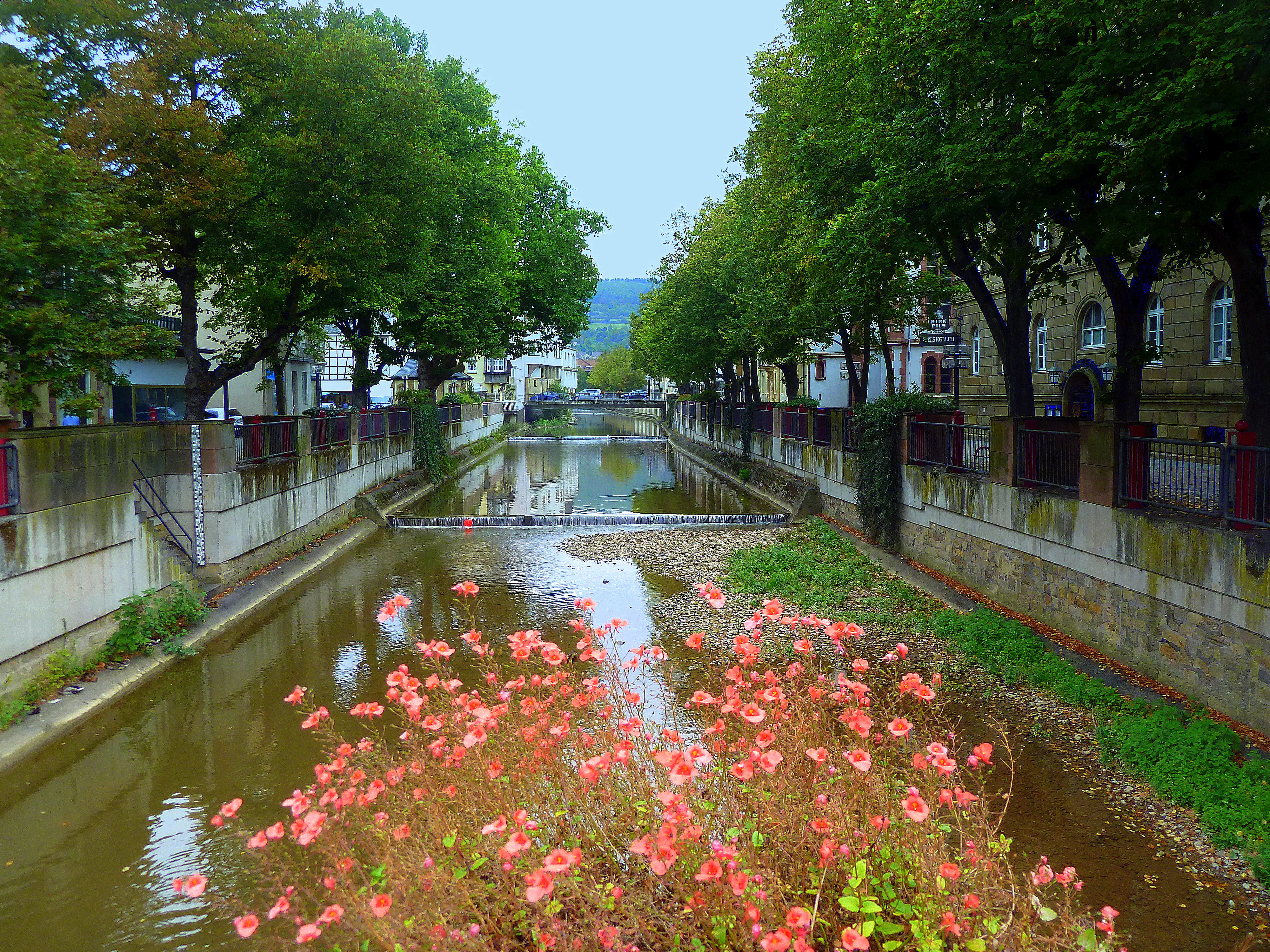
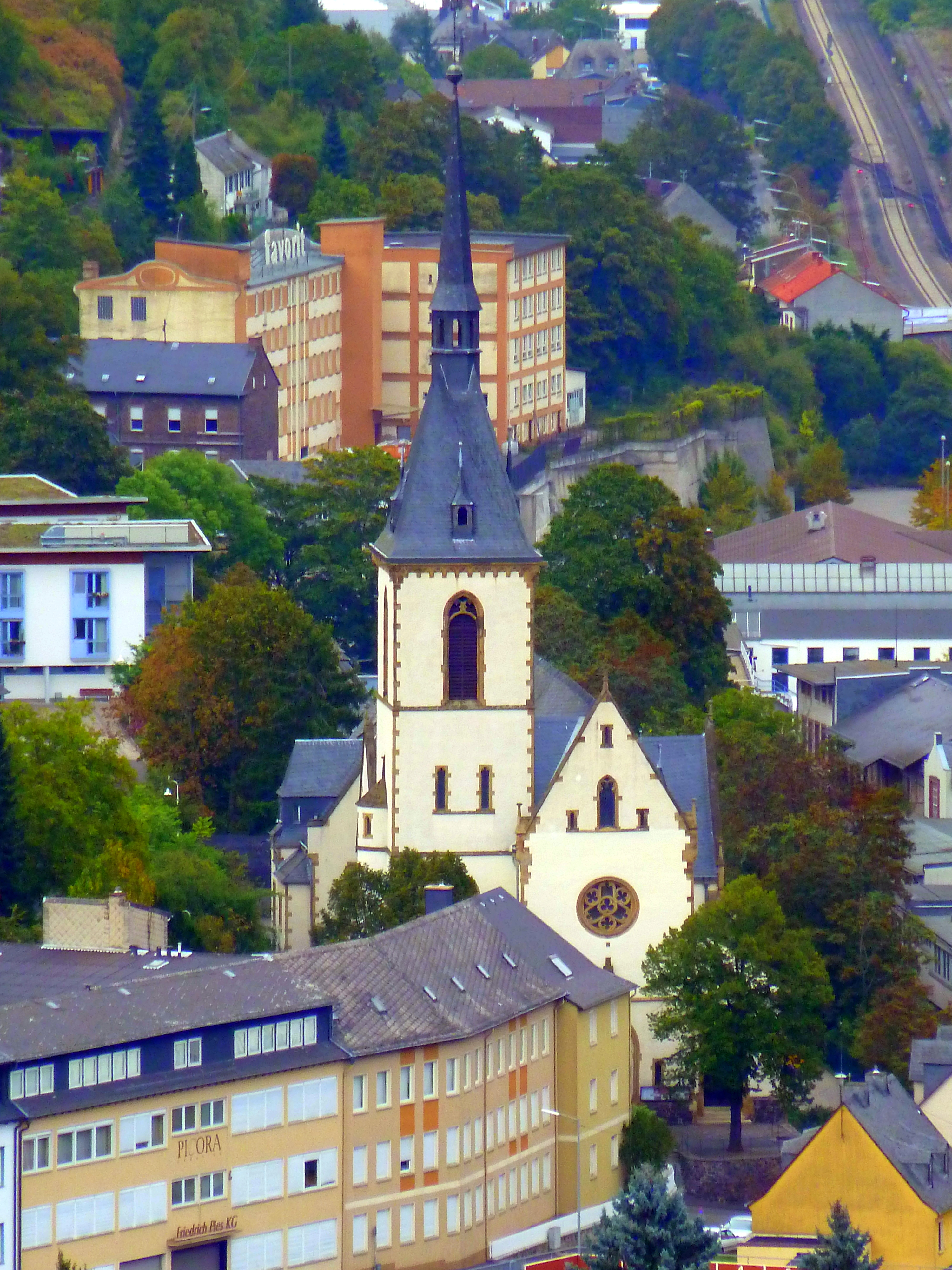

## أعلام
- باتريك كيرش
- هيرمان تيودور سيمون
- ميخائيل غروس

## اُنظُر أيضاً
- بَاد كرُويتسٌنَآخ.
- رَآينٌ لَاند - بفَآلز.
- قائِمة مُدن أَلمَـانيَا.

## وُصلات خارجيّة
- الصّفحة الرّسميّة لِمدِينة كِيرنٌ (باللُّغَةُ الألمانِيّة).

## مَراجع
1. ↑  "Alle politisch selbständigen Gemeinden mit ausgewählten Merkmalen am 31.12.2018 (4. Quartal)" (بالألمانية). Statistisches Bundesamt. Archived from the original on 2019-03-10. Retrieved 2019-03-10.
2. ↑  Alle politisch selbständigen Gemeinden mit ausgewählten Merkmalen am 31.12.2023 (بالألمانية), Statistisches Bundesamt, 28. Oktober 2024, QID:Q131220759, Archived from the original on 17 November 2024 {{استشهاد}}: تحقق من التاريخ في: |publication-date= (help)
3. ↑  GeoNames (بالإنجليزية), 2005, QID:Q830106
4. ↑  المُدن التَّوأَم © الصّفحة الرّسميّة لمَدِينة كِيرنٌ (باللُّغَةُ الألمانِيّة). اُطُّلِع علَيه بِتَارِيخ 30 نُوفِمبِر 2018. نسخة محفوظة 05 مارس 2018 على موقع واي باك مشين.